# Konjaku gazu zoku hyakki
Konjaku gazu zoku hyakki (今昔画図続百鬼, Cent démons du présent et du passé illustrés) est le deuxième livre de l'artiste japonais Toriyama Sekien de la célèbre série Gazu hyakki yagyō publiée vers 1779. Ces albums sont des bestiaires surnaturels, collections de fantômes, d'esprits, d'apparitions et de monstres, dont beaucoup proviennent de la littérature, du folklore et d'autres arts japonais. Ces œuvres ont exercé une profonde influence sur l'imagerie yōkai ultérieure au Japon.

## Liste des créatures
Les trois volumes sont intitulés 雨, 晦, et 明. Toriyama a ajouté des légendes au livre.

## Premier volume

### 雨

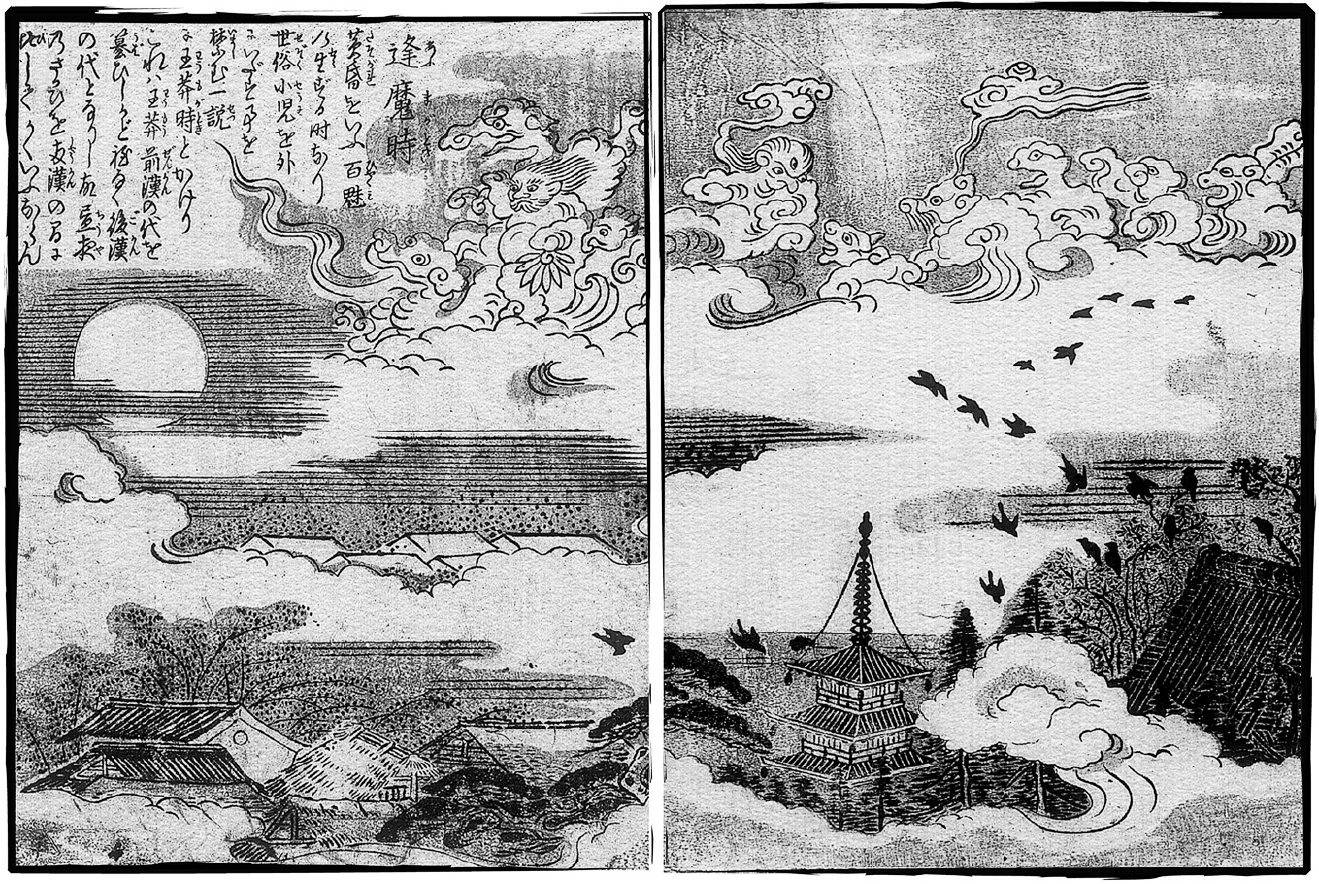
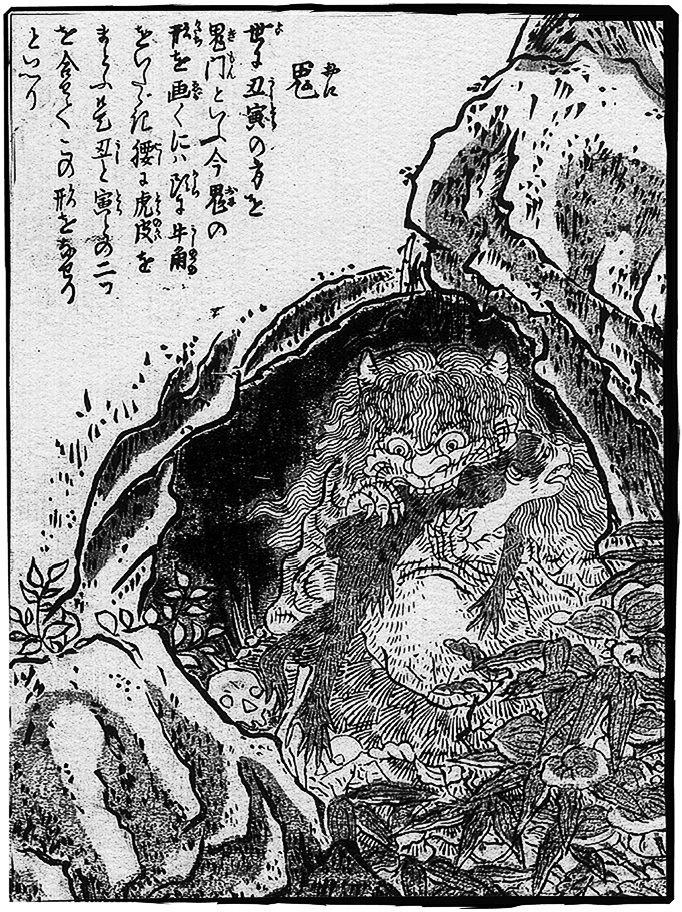
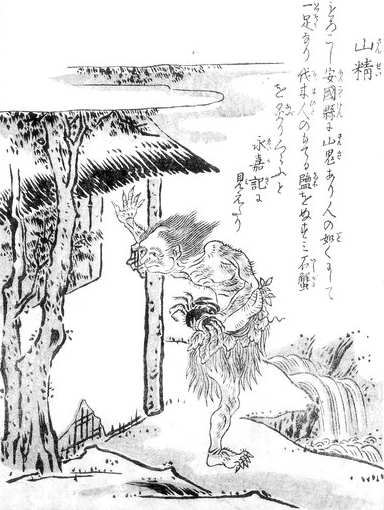
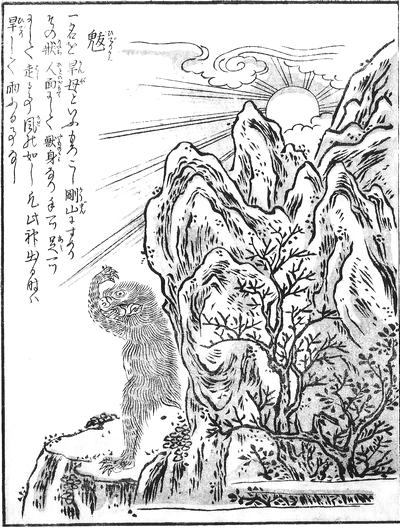
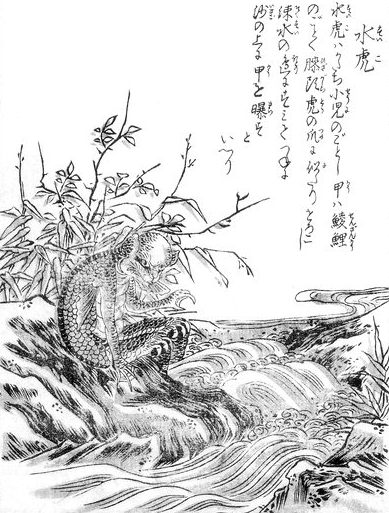
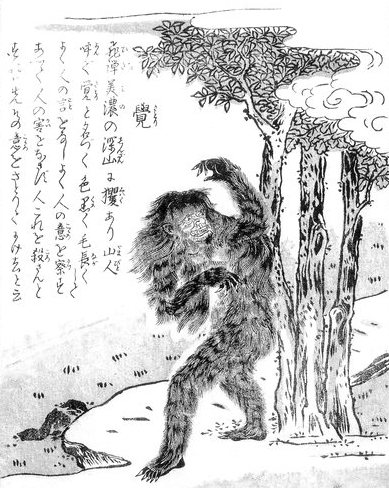
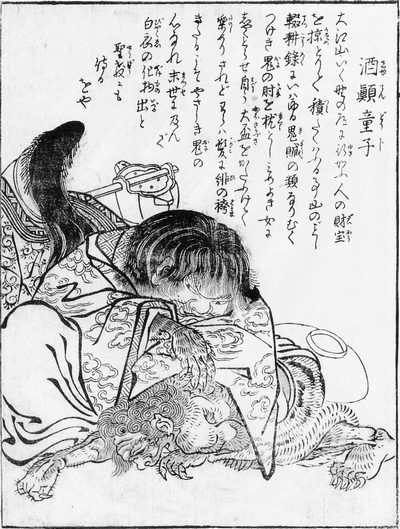
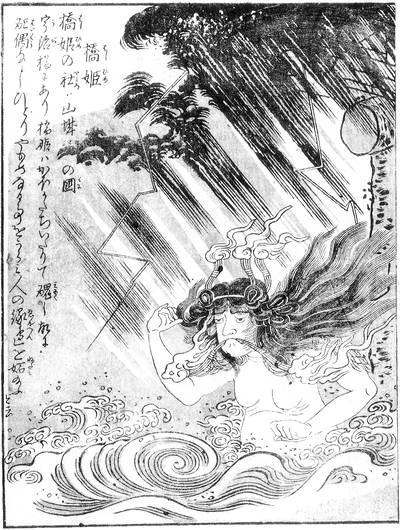
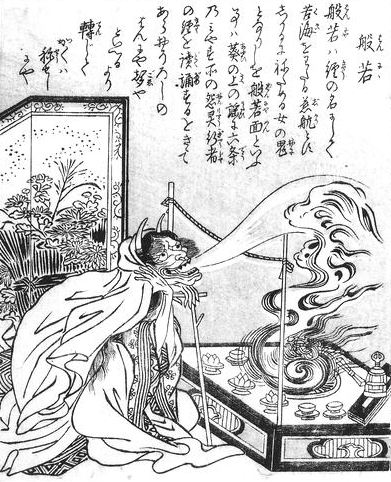
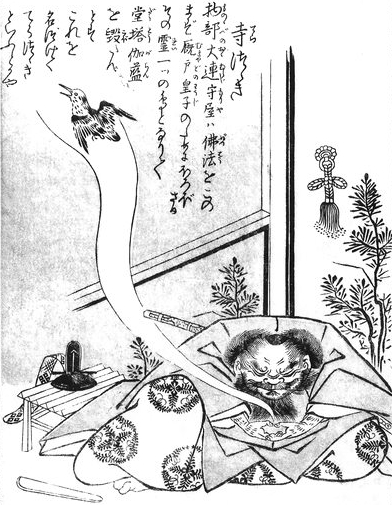
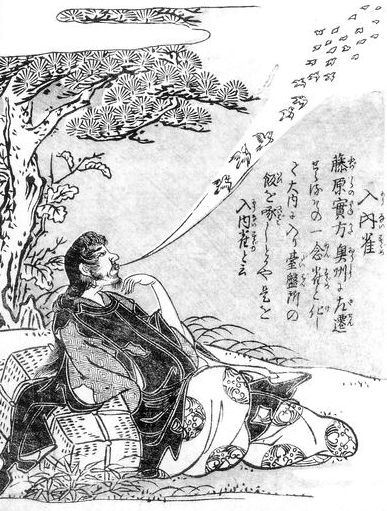
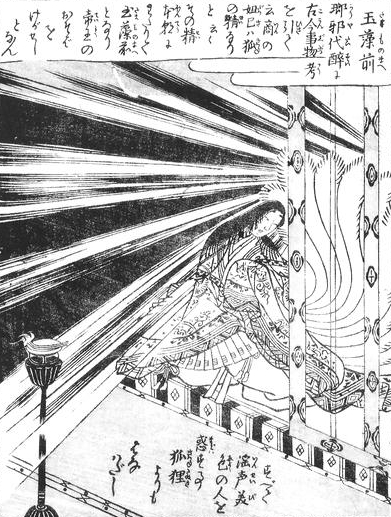
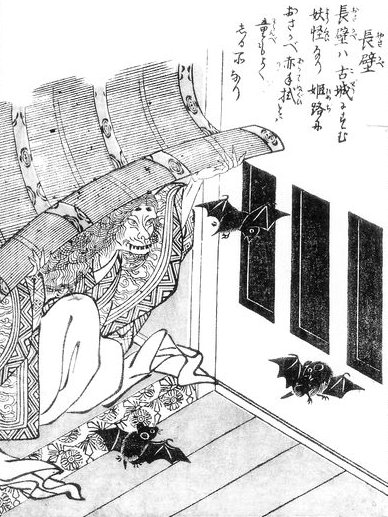
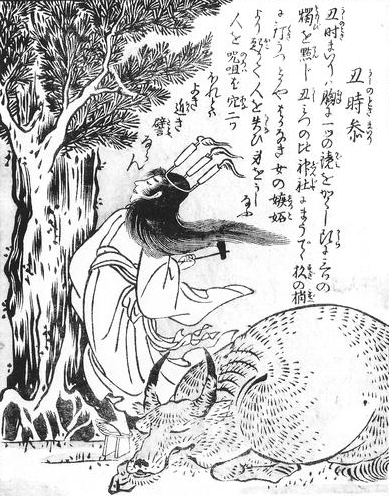

- Ōmagatoki (逢魔時?)
- Oni (鬼?)
- Sansei (ja:山精?)
- Hiderigami (魃?)
- Suiko (ja:水虎?, « tigre d'eau »)
- Satori (覚?)
- Shuten-dōji (酒顛童子?)
- Hashihime (橋姫?)
- Hannya (般若?)
- Teratsutsuki (ja:寺つつき?)
- Nyūnaisuzume (ja:入内雀?)
- Tamamo-no-Mae (玉藻前?)
- Osakabe (ja:長壁?)
- Ushi no toki mairi (ja:丑時参?)

## Deuxième volume

### 晦

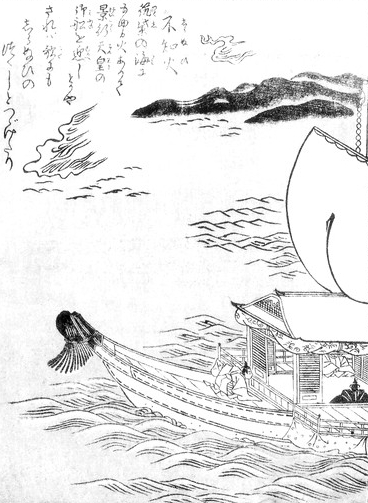
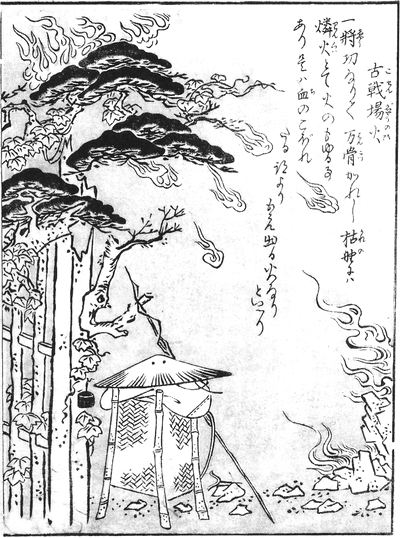
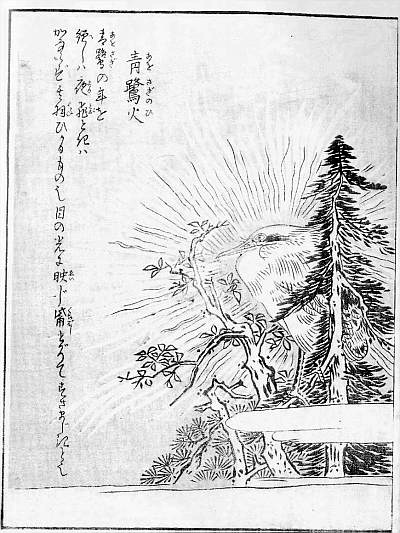
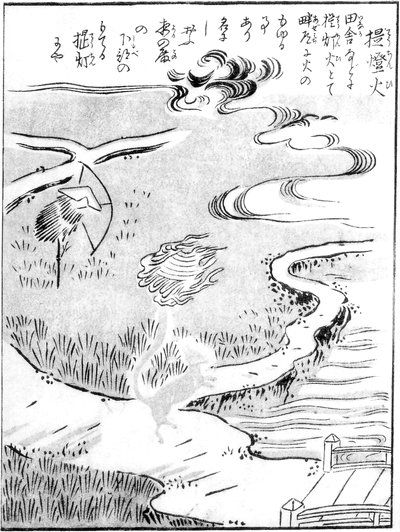
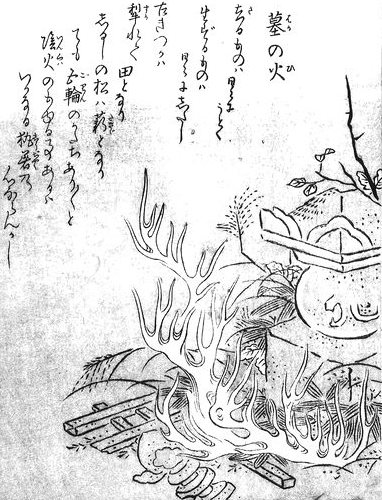
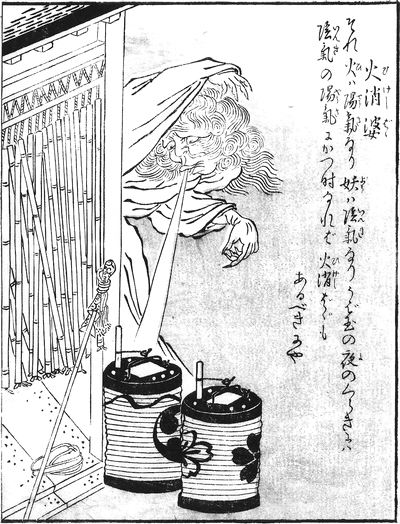
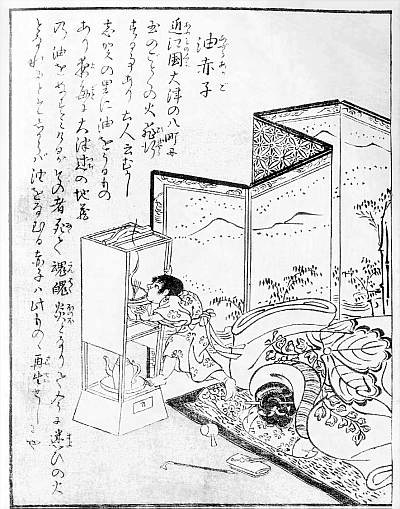
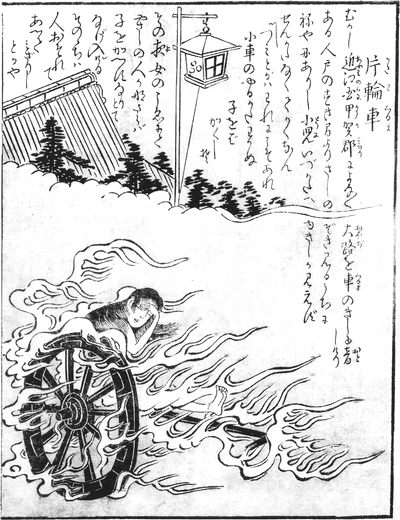
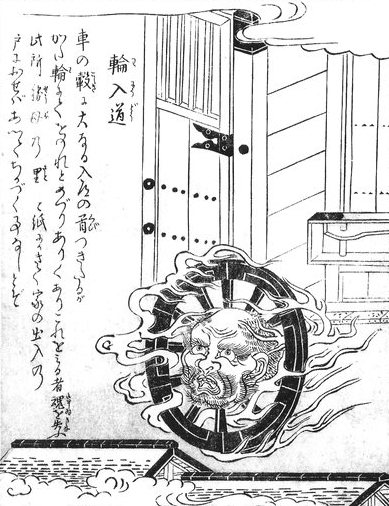
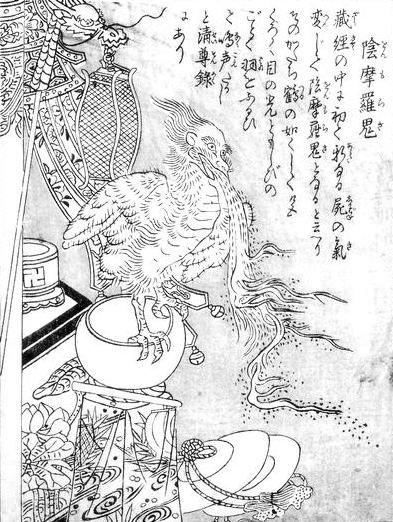
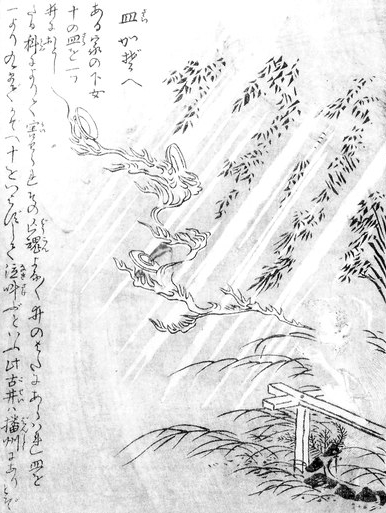
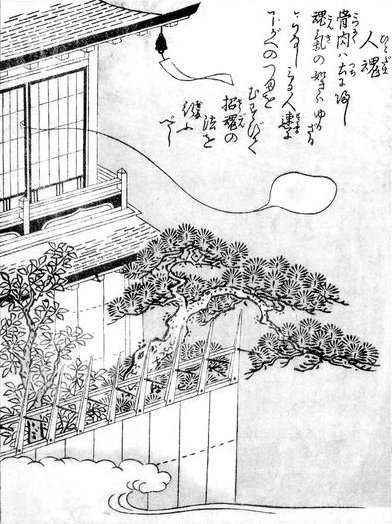
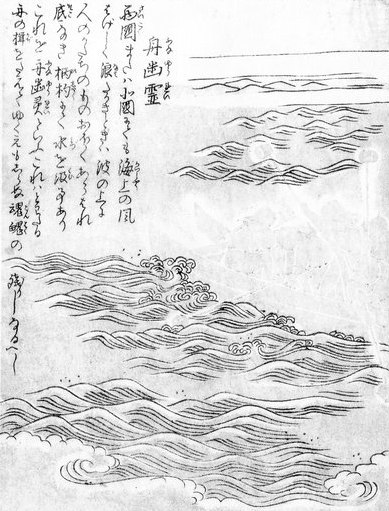
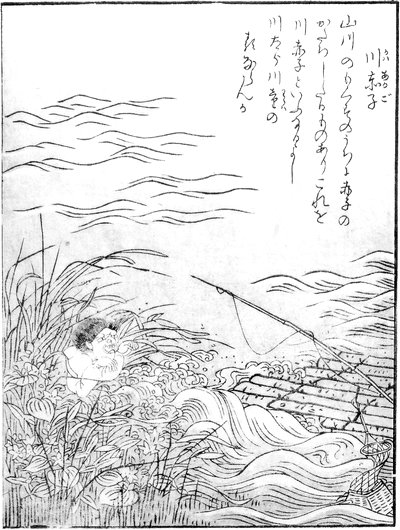
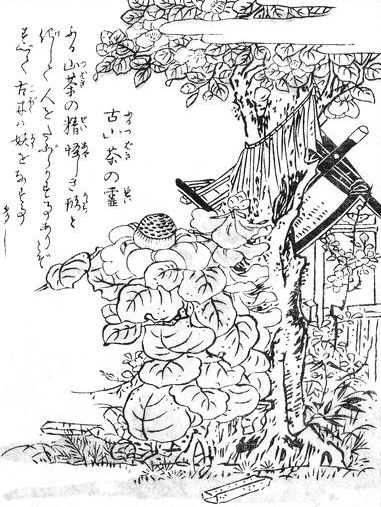
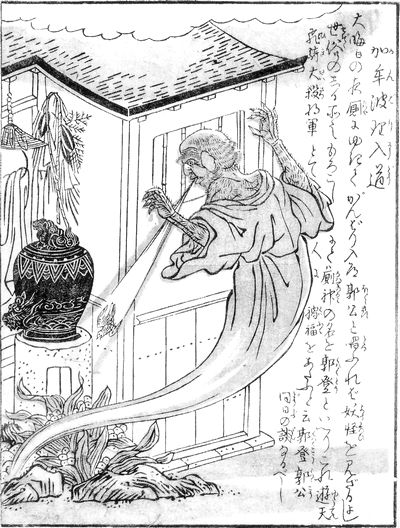
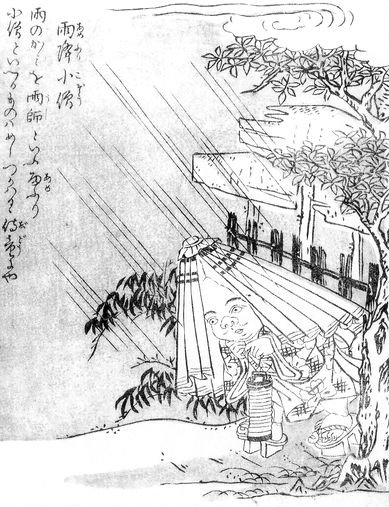
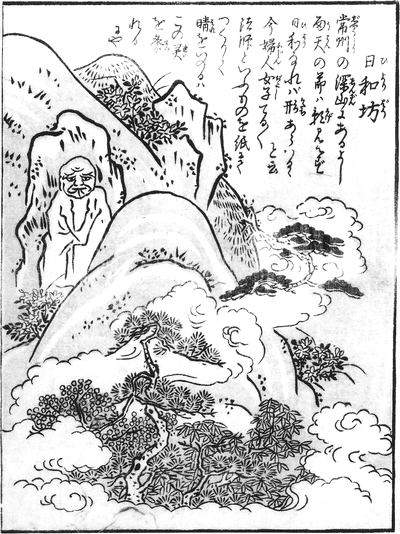
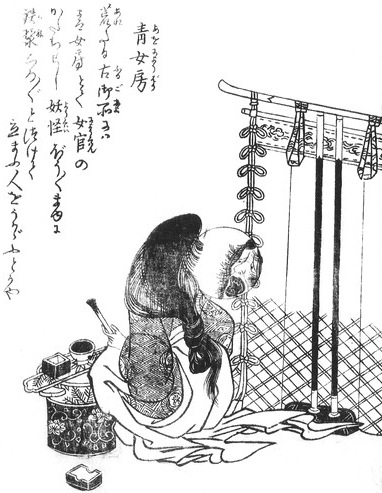
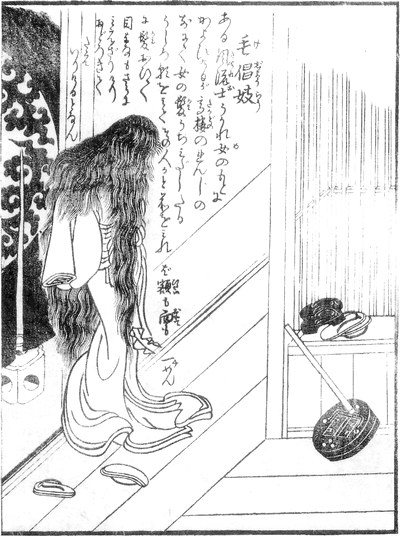
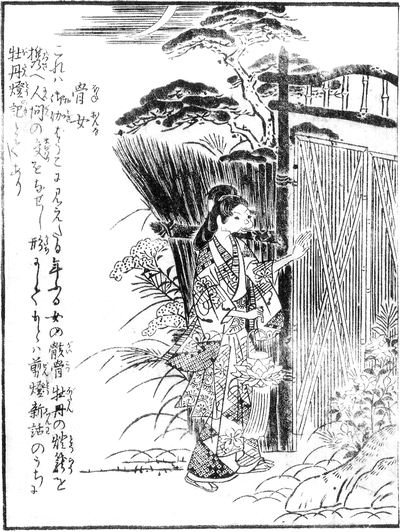

- Shiranui (不知火?)
- Kosenjōbi (ja:古戦場火?)
- Aosaginohi (青鷺火?)
- Chōchinbi (ja:提灯火?)
- Hakanohi (ja:墓の火?)
- Hikeshibaba (ja:火消婆?)
- Abura-akago (油赤子?)
- Katawaguruma (ja:片輪車?)
- Wanyūdō (ja:輪入道?)
- Onmoraki (ja:陰摩羅鬼?)
- Sarakazoe (ja:皿数え?)
- Hitodama (人魂?)
- Funayūrei (船幽霊?)
- Kawaakago (ja:川赤子?)
- Furutsubaki-no-rei (ja:古山茶の霊?)
- Kambarinyōdō (ja:加牟波理入道?)
- Amefurikozō (雨降小僧?)
- Hiyoribō (ja:日和坊?)
- Aonyōbō (青女房?)
- Kejōrō (ja:毛倡妓?)
- Hone-onna (骨女?)

## Troisième volume

### 明

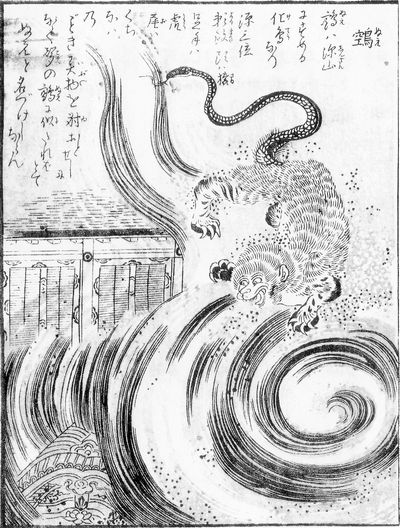
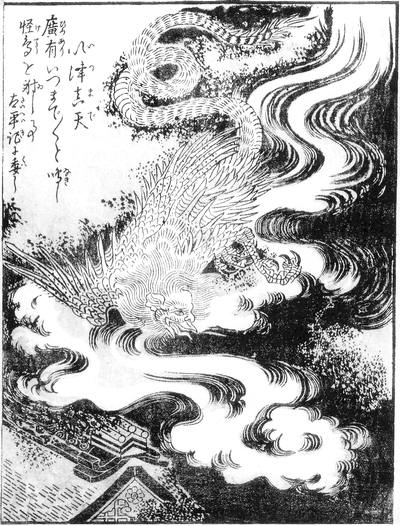
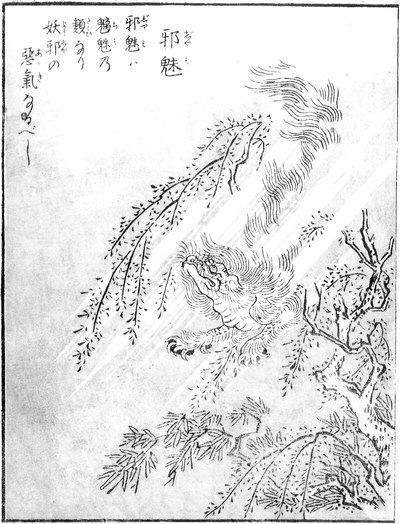
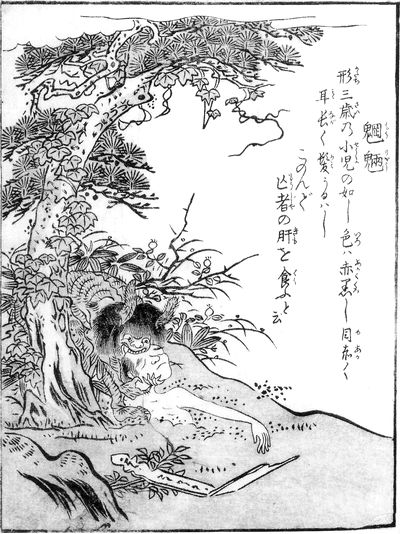
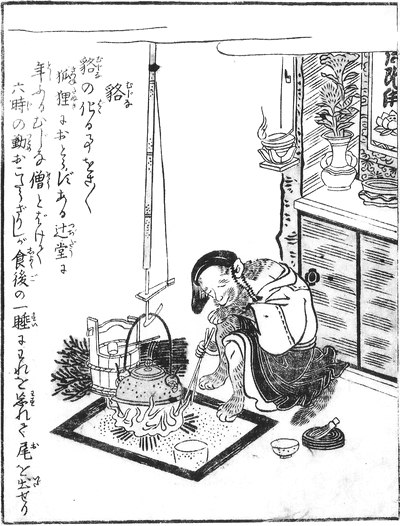
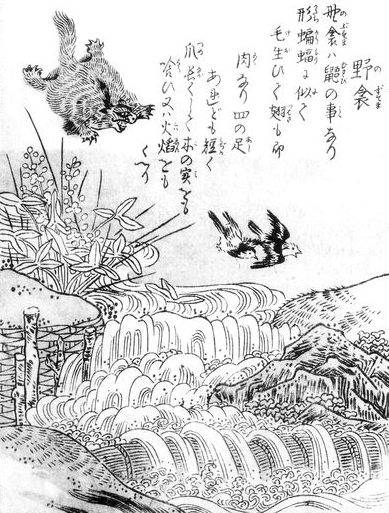
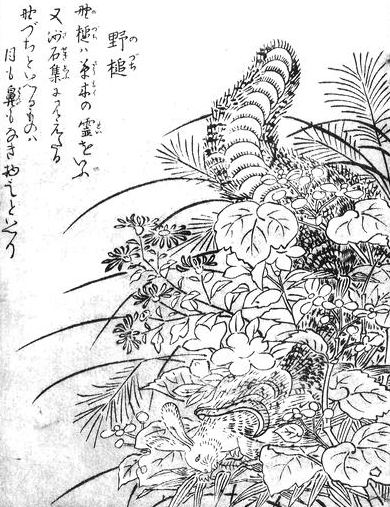
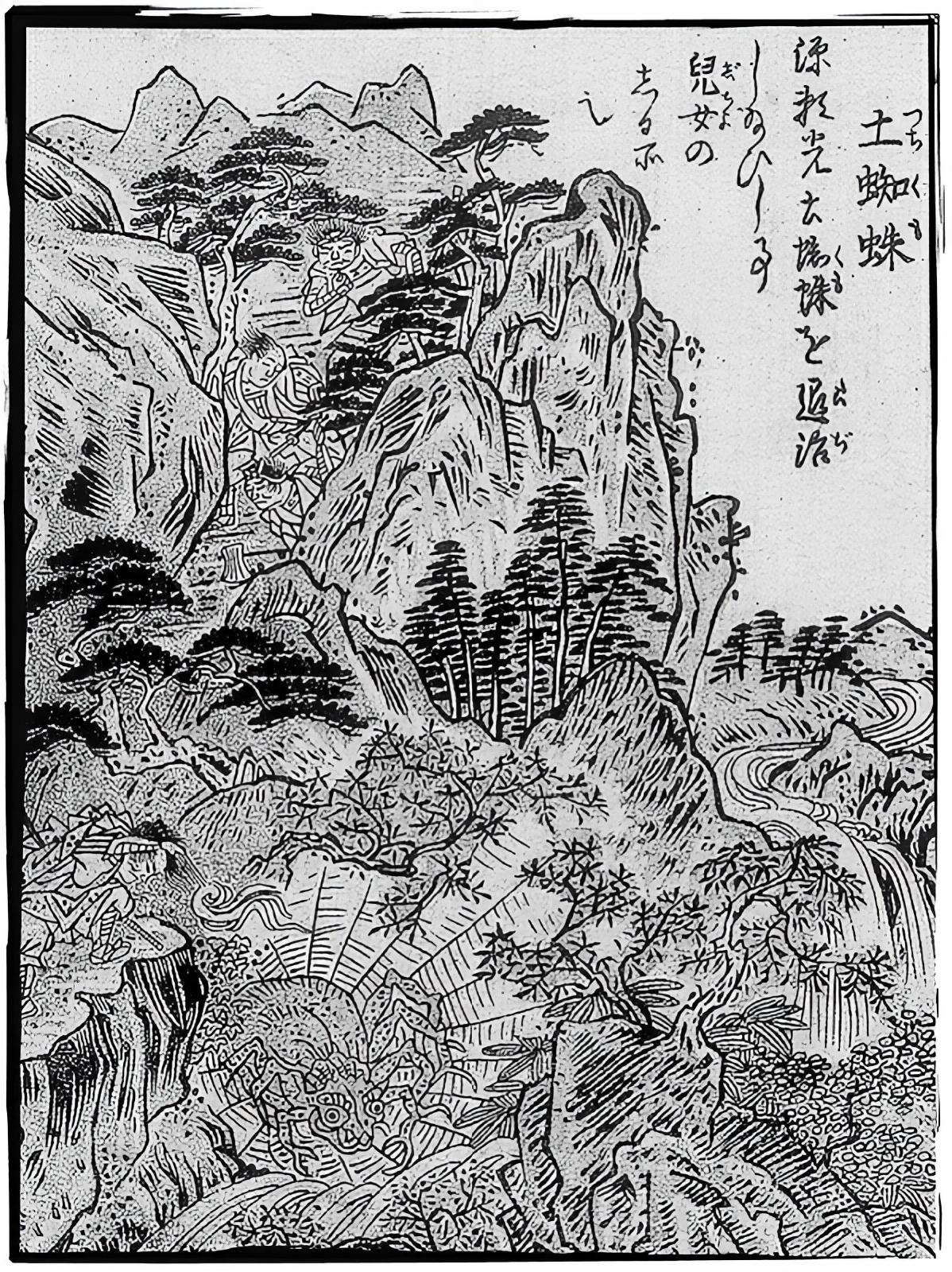
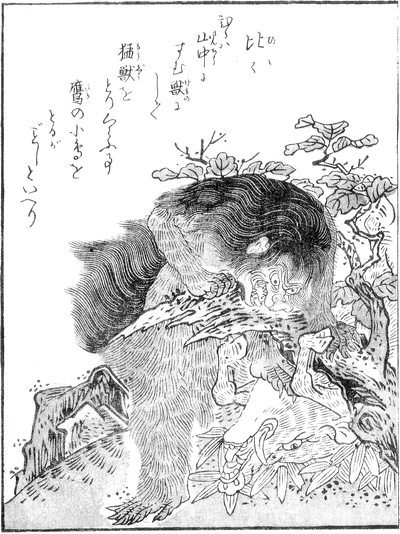
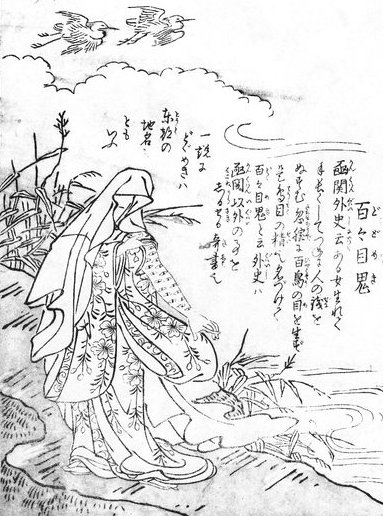
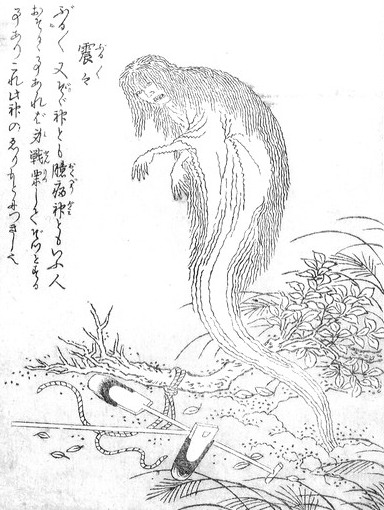
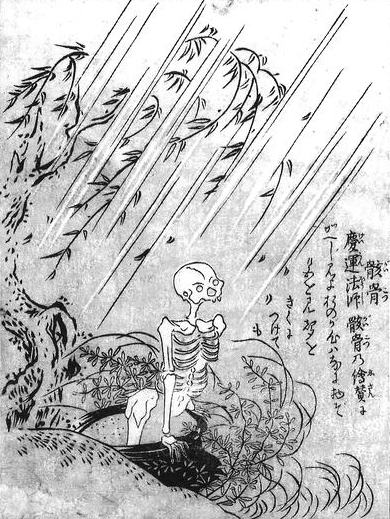
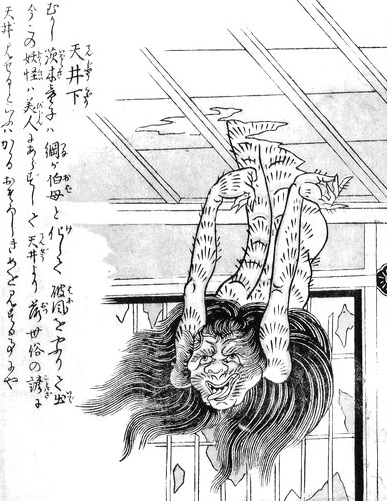
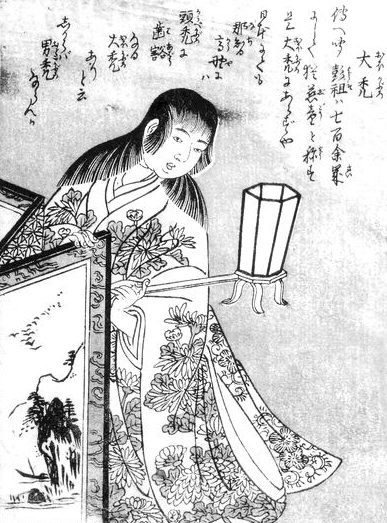
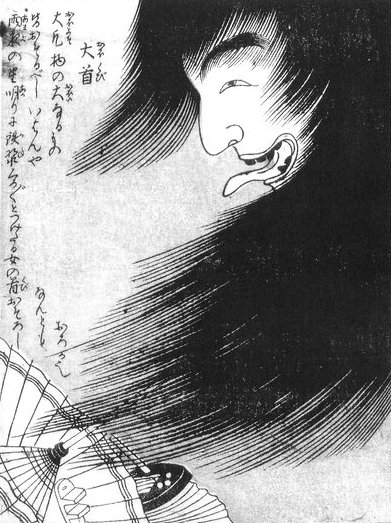
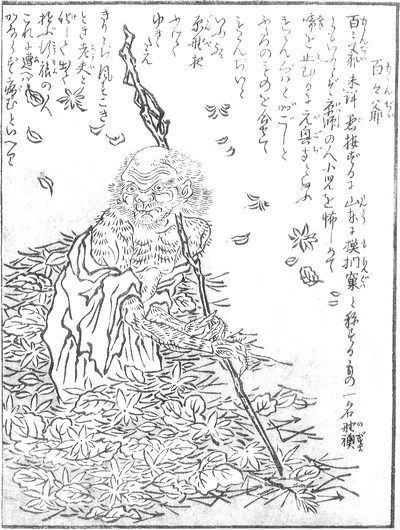
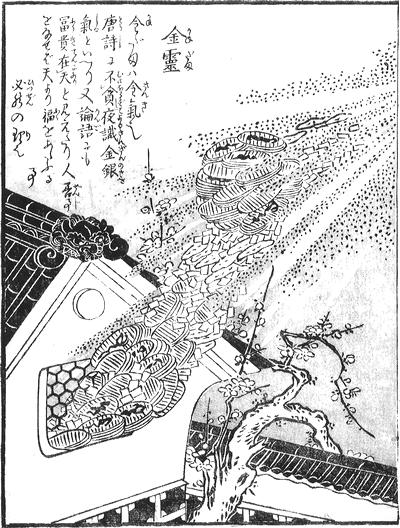
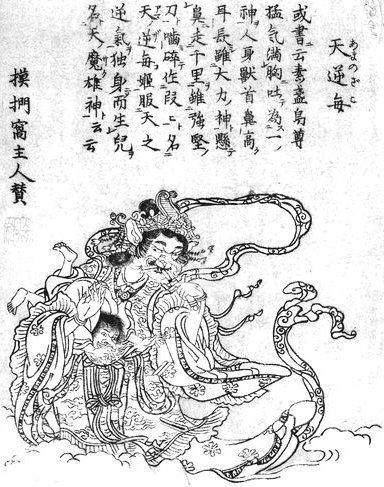
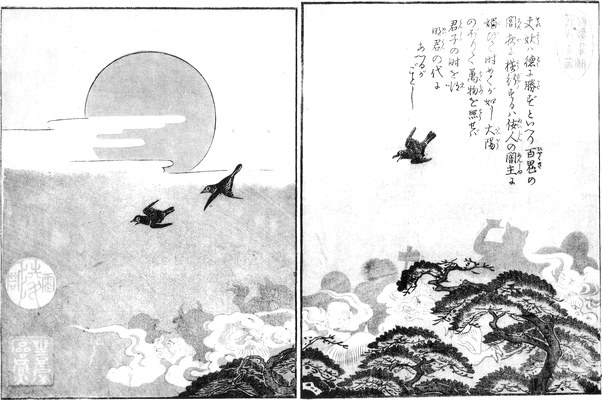

- Nue (鵺?)
- Itsumade (ja:以津真天?)
- Jami (ja:邪魅?)
- Mōryō (ja:魍魎?)
- Mujina (貉?)
- Nobusuma (ja:野衾?)
- Nozuchi (ja:野槌?)
- Tsuchigumo (土蜘蛛?)
- Hi-hi (比々?)
- Dodomeki (ja:百々目鬼?)
- Buruburu (ja:震々?)
- Gaikotsu (ja:骸骨?)
- Tenjōkudari (ja:天井下?)
- Ōkaburo (ja:大禿?)
- Ōkubi (大首?)
- Momonjī (ja:百々爺?)
- Kanedama (ja:金霊?)
- Amanozako (天逆毎?)
- Hinode (日の出?)

## Source de la traduction
- (en) Cet article est partiellement ou en totalité issu de l’article de Wikipédia en anglais intitulé « Konjaku Gazu Zoku Hyakki » (voir la liste des auteurs).